# Cristina Segni
Cristina Segni (geboren 1974) ist eine italienische Architektin, die seit 2003 bei Foster + Partners arbeitet und seit 2009 dort Senior Partnerin ist.

## Beruflicher Werdegang

### Jugend und Ausbildung
Segni studierte Architektur an der Universität La Sapienza in Rom und an der Escuela Técnica Superior de Arquitectura de Madrid (ETSAM). Nach Abschluss ihres Studiums zog sie im Jahr 2000 nach London. Dort sammelte sie erste Berufserfahrung bei Hopkins Architects. Sie arbeitete etwa am National Centre der Lawn Tennis Association (LTA) in Roehampton bei London mit.

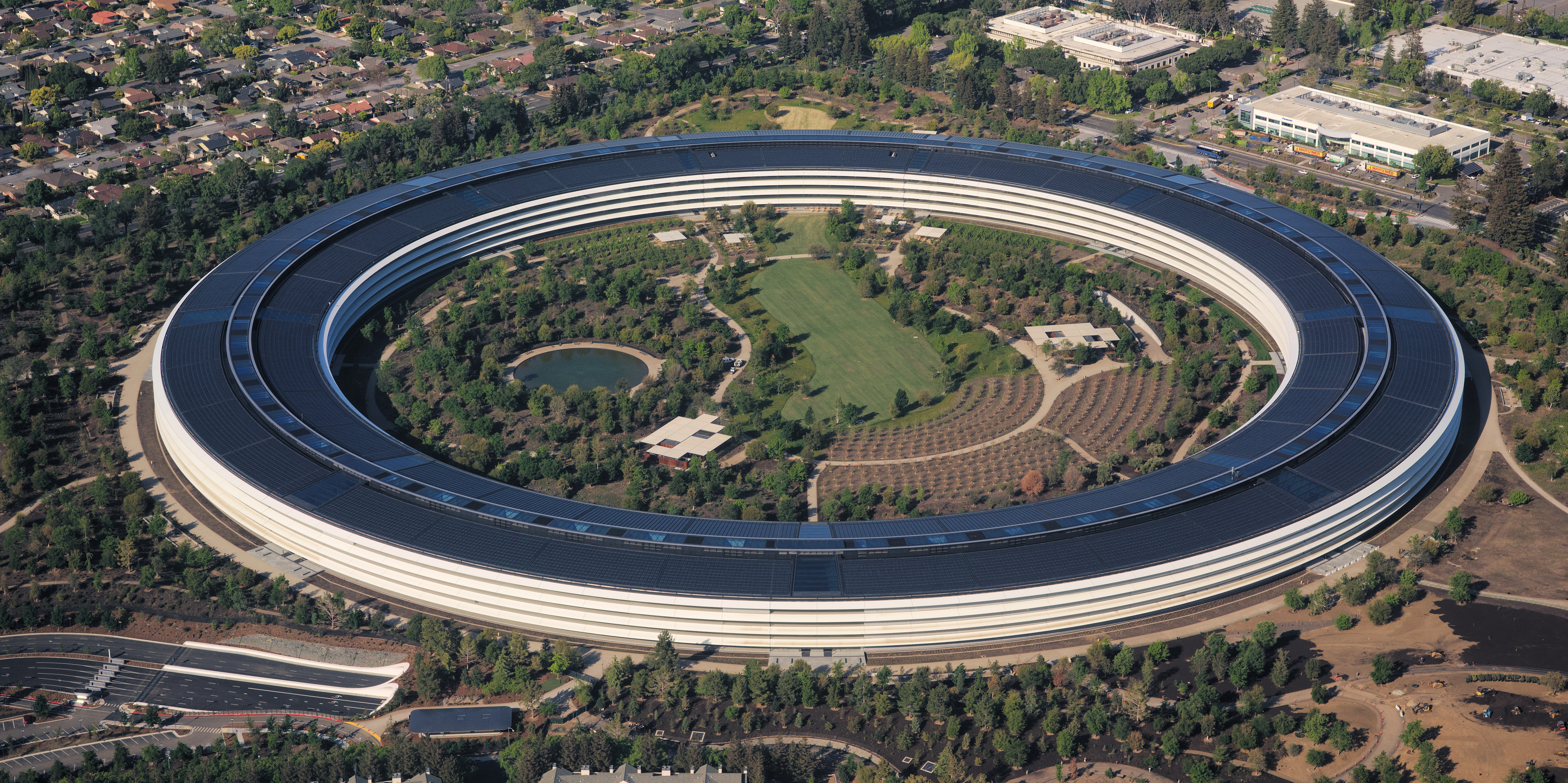
Luftbild des Apple Park, dem Firmensitz von Apple, Cupertino, Kalifornien

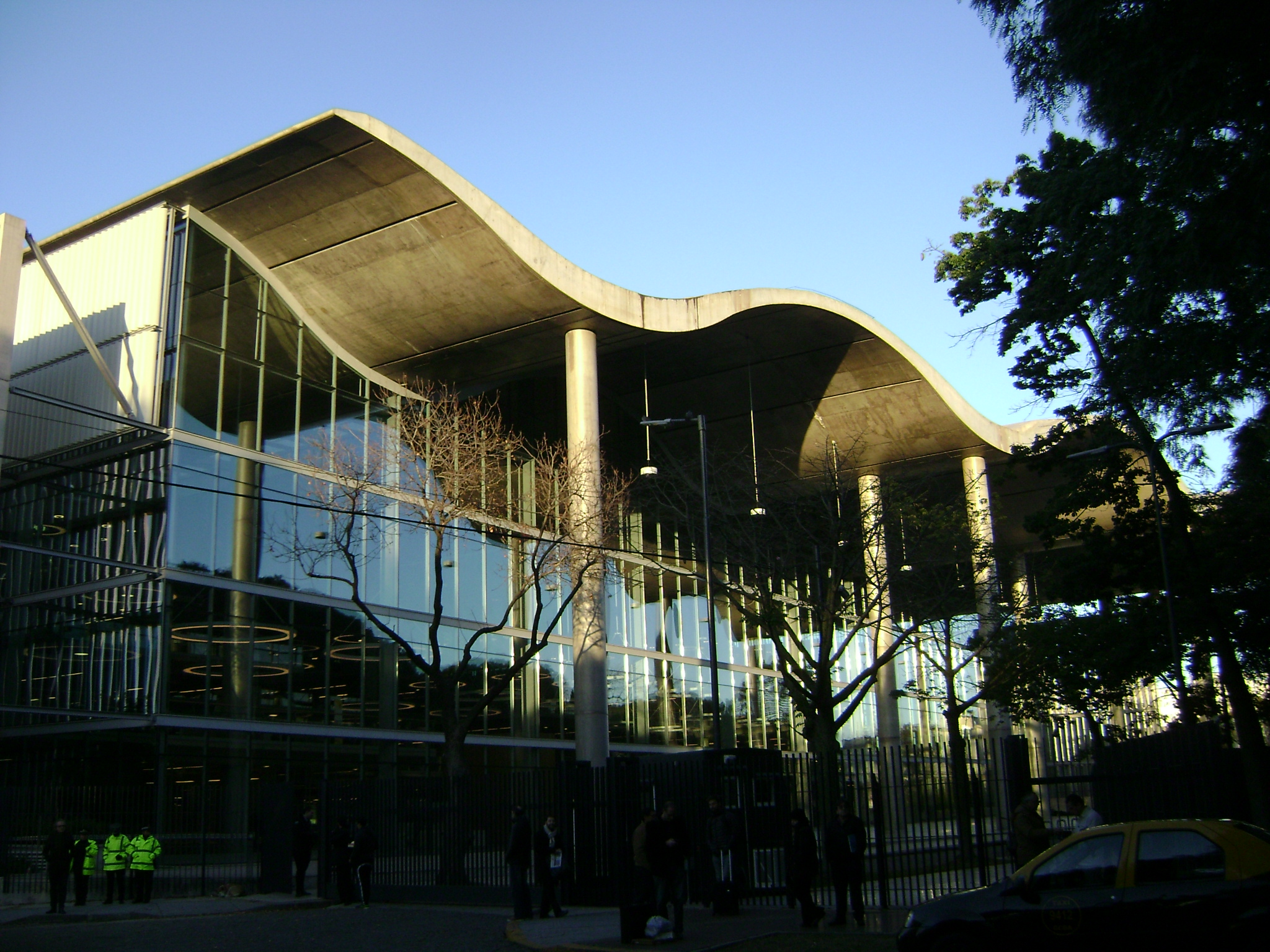
Casa del Gobierno de la Ciudad Buenos Aires, Argentinien

### Foster + Partners
2003 stieg sie bei Foster + Partners ein, wo sie anfänglich in den Wettbewerb um den Masterplan der ehemaligen Fiera Milano (Mailänder Messe) eingebunden war. Später war sie am Entwurf von Luxusresorts in Brasilien, Spanien und Italien beteiligt, so etwa bei einem umstrittenen 7-Sterne-Hotel in Wolkenstein in Gröden, dessen Projekt aber aufgrund des Widerstandes in der Bevölkerung zurückgezogen wurde. 2009 wurde sie als eine der wenigen Frauen Partnerin in dem international renommierten Architekturbüro.
Seit 2009 war sie Mitglied des Designteams für den Apple Park und zog daher nach Kalifornien, um an der Fertigstellung des Projektes mitzuarbeiten. Sie selbst bezeichnete dies als „Einmal-im Leben-Projekt“. Die Fertigstellung erfolgte 2018. Parallel zur Arbeit am neuen Firmensitz von Apple, leitete sie das Team, das eine neue Cafeteria für die Apple-Mitarbeiter entwarf, die 2014 fertiggestellt wurde.
Weitere wichtige Projekte, für die Segni verantwortlich war, sind das Hotel „Der Murezzaner“ in St. Moritz (Schweiz) und das neue Rathaus der Stadt Buenos Aires (Argentinien).

### Auszeichnungen
2015 stand Segni auf der Shortlist für den „Women in Architecture Award“ der britischen Zeitschrift The Architects' Journal (AJ). Segni wählte bei der Vorstellung der Kandidatinnen als Motto „Haben Sie Spaß und umgeben Sie sich mit Menschen, denen Sie vertrauen und mit denen Sie gerne zusammenarbeiten“.

## Projekte und Auszeichnungen (Auswahl)
Im Folgenden werden Projekte von Foster + Partners aufgelistet – mit Fertigstellungsdatum und projektbezogenen Auszeichnungen – an denen Cristina Segni maßgeblich beteiligt war:
- 2007: Der Murezzaner, St. Moritz, Schweiz.[6]
- 2014: Cafeteria im Apple Park, Cupertino (CA), Vereinigte Staaten von Amerika.
- 2015: Ciudad Casa de Gobierno (Rathaus), Buenos Aires, Argentinien.[7]
  - 2014: „Best Sustainable Project of 2013“, von der Association of Housing Entrepreneurs (AEV), Argentinien
  - 2016: Gewinner des RIBA International Excellence Award
  - 2016: Chicago Athenaeum International Architecture Award
  - 2016: Best Structural Design, vergeben von der AIE Association of Civil Engineers of Argentina Award
  - 2016: Award for Excellence in Sustainability der American Planning Association
- 2018: Apple Park, Cupertino (CA)[10]